# Brownsea Castle
Brownsea Castle är ett slott i Storbritannien.   Det ligger i kommunen Dorset och riksdelen England, i den södra delen av landet, 160 km sydväst om huvudstaden London. Brownsea Castle ligger 8 meter över havet. Det ligger på ön Brownsea Island.
Terrängen runt Brownsea Castle är platt. Havet är nära Brownsea Castle åt sydost.  Närmaste större samhälle är Poole, 3,4 km nordväst om Brownsea Castle. 